# Forsterygion nigripenne
Forsterygion nigripenne е вид бодлоперка от семейство Tripterygiidae. Видът не е застрашен от изчезване.

## Разпространение
Разпространен е в Нова Зеландия (Северен остров, Чатъм и Южен остров).

## Описание
На дължина достигат до 9 cm.